# 十二里半站
十二里半站，是滁宁城际铁路的一座中间站，位于中国安徽省滁州市来安县。

## 车站结构
本站为路中高架三层侧式车站（2台4线，中间两条轨道未来为越行线）。

### 车站楼层
| 地上三层 | 侧式站台 | 侧式站台                                 | 侧式站台 | 侧式站台 |
|          | 一站台   | █ S4号线 汊河站方向（下站：汊河新城）    |          |          |
|          |          | 未来 █ S4号线 南京北站方向越行线         |          |          |
|          |          | 未来 █ S4号线 滁州高铁站方向越行线       |          |          |
|          | 二站台   | █ S4号线 滁州高铁站方向（下站：林楼）    |          |          |
|          | 侧式站台 |                                          |          |          |
| 地上二层 | 站厅     | 售票机、客服中心、商店、警务室、安检设施 |          |          |
| 地面     | 出入口   |                                          |          |          |

## 接驳交通

### 公交车
- 本站附近无公交接驳。